# Artur Barrio
Artur Barrio ou Artur Alipio Barrio de Sousa Lopes (Porto, 1945) é um artista plástico Luso-brasileiro que vive no Rio de Janeiro desde 1955. Antes de se mudar para o Brasil, chegou a morar por um ano em Luanda, na Angola.

## Biografia
Ingressou na Escola de Belas Artes em 1967 e, nesse mesmo ano, fez sua primeira exposição com desenhos na Galeria Gemini. Embora resida no Rio de Janeiro, comumente o artista passa alguns períodos curtos em países como França e Holanda. Foi um dos primeiros artistas a realizar gigantescas instalações com composições caóticas, onde misturava múltiplos elementos.
Participou de exposições no Brasil e no exterior, entre elas, do Salão de Bússola no Museu de Arte Moderna do Rio de Janeiro (1969); da exposição Information, em Nova Iorque (1970); e da Documenta 11 de Kassel (2002), na Alemanha, um dos mais importantes eventos de arte contemporânea do mundo. Foi vencedor do Premio Velázquez de Artes Plásticas de 2011, concedido pelo Ministério da Cultura da Espanha, recebendo 90.000 euros; e representante único do Brasil na Bienal de Veneza, no mesmo ano.
A maioria de suas obras não pode ser guardada em museus nem pendurada na parede. Ele faz arte conceitual, cria performances, e valoriza a experiência e não a imagem ou o objeto. Suas intervenções caracterizam-se pela utilização de materiais efêmeros e precários, como o sal, o papel higiênico, o sangue, o pó de café, o pão, a carne. Uma de suas obras mais conhecidas é justamente a intitulada Livro de carne, um pedaço de carne talhado em forma de livro que, após alguns dias, decompõe-se diante do público e tem de ser reposto a cada 3 dias. O livro de carne participou de exposições em Paris e na Bienal de São Paulo.
Durante sua vida, Barrio vivenciou períodos de repressão política, começando pelo salazarismo (Portugal), passando pelo aumento da repressão na Angola devido aos movimentos  que clamavam pela independência do país e, por fim, a ditadura brasileira. Essas opressões políticas e o resultante cerceamento de liberdade e dos diretos civis refletiram na arte de Barrio, que apresenta fortes marcas de insurgência contra a cultura totalitária.
Uma das principais obra de Artur Barrio foi o LIVRO DE CARNE,1978-1979.